# Экхоф, Конрад
Ганс Конрад Дитрих Экгоф, Экхоф (нем. Hans Conrad Dietrich Ekhof; 12 августа 1720[…], Гамбург — 16 июня 1778[…], Гота) — немецкий актёр.

## Биография
В 1739 году он стал членом труппы Иоганна Фридриха Шёнемана (1704—1782) в Люнебурге и дебютировал на сцене в ней 15 января 1740 года в «Митридате» Жана Расина. С 1751 года труппа Шёнемена выступала в основном в Гамбурге и в Шверине, где Кристиан Людвиг II Мекленбургский сделал их придворными артистами. Основным репертуаром труппы были немецкие переводы французских пьес. Уже в 1752 году Экхоф был одним из ведущих актёров труппы и одним из наиболее популярных артистов Германии.
Совместно с Шёнеманом Экхоф основал в Шверине в 1753 году театральную академию, которая, хотя и недолго, имела большое значение в повышении уровня немецких представлений и статуса немецких актёров. В 1757 году Экхоф покинул Шёнемана и присоединился к труппе Франца Шуха в Данциге, но вскоре вернулся в Гамбург, где совместно с двумя другими актёрами заменил Шёнемана в качестве руководителя труппы. Он вскоре ушёл в отставку с этой должности в пользу Коха, с которым работал до 1764 года, когда присоединился к труппе Аккермана. В 1767 году при поддержке Абель Сейлер и группы купцов был основан Национальный театр Гамбурга (Hamburgische Entreprise), ставший известным благодаря деятельности Готхольда Эфраима Лессинга, где Экхоф стал ведущим актёром труппы. После провала этого предприятия он какое-то время находился в Веймаре, работая с театральной труппой Сейлер, и в конечном итоге стал одним из директоров нового придворного театра в Гота, где прожил до конца жизни. Этот первый постоянно действующий театр в Германии был открыт 2 октября 1775 года. Репутация Экхофа в то время была очень высока; Гёте называл его единственным немецким трагиком, и в 1777 году он играл вместе с Гёте и герцогом Карлом Августом в частной постановке в Веймаре, отобедав затем с поэтом за столом герцога.
Об его универсальности как актёра можно судить по тому, что в комедиях Гольдони и Мольера он был не менее успешным, чем в трагедиях Лессинга и Шекспира. Он считался современниками непревзойдённым показателем естественности на сцене, при этом, как сообщается, он не отличался привлекательной внешностью и был небольшого роста, а все его успехи были достигнуты напряжённой работой над ролями. Его слава, однако, была быстро затмлена Фридрихом Шрёдером. Его литературные усилия в основном ограничивались переводами текстов французских авторов. Ныне считается также одним из важных теоретиков немецкой драматургии XVIII века.